# 从邪恶中拯救我
是一部2020年上映的韩国犯罪动作片，由《办公室》的导演洪元灿执导，黃晸珉、李政宰、朴正民、朴昭怡主演，于2020年8月5日在韩国上映。

## 剧情概要
影片讲述在最后一次雇凶杀人人物中卷入新事件的仁南，和追杀他的无情追击者Ray之间展开殊死搏斗的故事。

## 演员阵容

### 主要人物
- 黃晸珉 饰演 仁南
- 李政宰 饰演 Ray
- 朴正民 饰演 宥伊
- 朴昭怡 饰演 宥敏

### 其他人物
- 崔嬉序 饰演 英珠
- 朴明勳 饰演 岛田
- 吳代煥 饰演 韩钟秀
- 宋永彰 饰演 春晟
- 李書煥 饰演 英裴
- 沈英恩 饰演 琳琳
- 金成坤 饰演 琳琳的丈夫
- 李泰剑 饰演 大使馆职员
- 池贤俊 饰演 春晟手下
- 金敏植 饰演 韩国人丈夫
- 宋柔炫 饰演 韩国人妻子
- 林成宰 饰演 翻译官

### 友情出演
- 崔秉默 饰演 首尔警察

## 奖项荣誉
| 年份   | 颁奖礼                      | 奖项                    | 入围者             | 结果 | 备注          |
| ------ | --------------------------- | ----------------------- | ------------------ | ---- | ------------- |
| 2020年 | 第2届忠北国际武术动作电影节 | Cimaff导演奖            | 洪元灿             | 獲獎 |               |
| 2020年 | 第29屆釜日電影獎            | 最佳男主角              | 黃晸珉             | 提名 |               |
| 2020年 | 第29屆釜日電影獎            | 最佳男主角              | 李政宰             | 提名 |               |
| 2020年 | 第29屆釜日電影獎            | 最佳男配角              | 朴正民             | 提名 |               |
| 2020年 | 第29屆釜日電影獎            | 最佳摄影                | 洪坰杓             | 獲獎 |               |
| 2020年 | 第29屆釜日電影獎            | 最佳配乐                | Mowg               | 提名 |               |
| 2020年 | 第29屆釜日電影獎            | 技术奖                  | 李建文（动作指导） | 獲獎 |               |
| 2020年 | 第40届韩国电影评论家协会奖  | 最佳男配角              | 朴正民             | 獲獎 | [ 8 ]         |
| 2020年 | 第40届韩国电影评论家协会奖  | 十佳电影                | 《从邪恶中拯救我》 | 獲獎 | [ 8 ]         |
| 2020年 | 第7届韓國電影製作人協會獎   | 最佳摄影                | 洪坰杓             | 獲獎 | [ 9 ]         |
| 2020年 | 第7届韓國電影製作人協會獎   | 最佳照明                | 裴日赫             | 獲獎 | [ 9 ]         |
| 2021年 | 第41屆青龍電影獎            | 最佳导演                | 洪元灿             | 提名 | [ 10 ] [ 11 ] |
| 2021年 | 第41屆青龍電影獎            | 最佳男主角              | 黃晸珉             | 提名 | [ 10 ] [ 11 ] |
| 2021年 | 第41屆青龍電影獎            | 最佳男主角              | 李政宰             | 提名 | [ 10 ] [ 11 ] |
| 2021年 | 第41屆青龍電影獎            | 最佳男配角              | 朴正民             | 提名 | [ 10 ] [ 11 ] |
| 2021年 | 第41屆青龍電影獎            | 最佳摄影照明            | 洪坰杓、裴日赫     | 提名 | [ 10 ] [ 11 ] |
| 2021年 | 第41屆青龍電影獎            | 最佳剪辑                | 金炯柱             | 提名 | [ 10 ] [ 11 ] |
| 2021年 | 第41屆青龍電影獎            | 最佳美术指导            | 曹和成、苏圣铉     | 提名 | [ 10 ] [ 11 ] |
| 2021年 | 第41屆青龍電影獎            | 最佳配乐                | Mowg               | 提名 | [ 10 ] [ 11 ] |
| 2021年 | 第41屆青龍電影獎            | 技术奖                  | 李建文（动作指导） | 提名 | [ 10 ] [ 11 ] |
| 2021年 | 第57屆百想藝術大獎          | 电影部门 最佳电影       | 《从邪恶中拯救我》 | 提名 |               |
| 2021年 | 第57屆百想藝術大獎          | 电影部门 最佳导演       | 洪元灿             | 提名 |               |
| 2021年 | 第57屆百想藝術大獎          | 电影部门 最佳男主角     | 李政宰             | 提名 |               |
| 2021年 | 第57屆百想藝術大獎          | 电影部门 最佳男配角     | 朴正民             | 獲獎 |               |
| 2021年 | 第57屆百想藝術大獎          | 电影部门 最佳新人女演员 | 朴昭怡             | 提名 |               |
| 2021年 | 第57屆百想藝術大獎          | 电影部门 艺术奖         | 洪坰杓（摄影）     | 提名 |               |
| 2021年 | 第26届春史国际电影节        | 最佳导演                | 洪元灿             | 提名 |               |
| 2021年 | 第26届春史国际电影节        | 最佳男主角              | 李政宰             | 提名 |               |
| 2021年 | 第26届春史国际电影节        | 最佳男配角              | 朴正民             | 獲獎 |               |
| 2021年 | 第26届春史国际电影节        | 技术奖                  | 洪坰杓（摄影）     | 提名 |               |